# Oodi

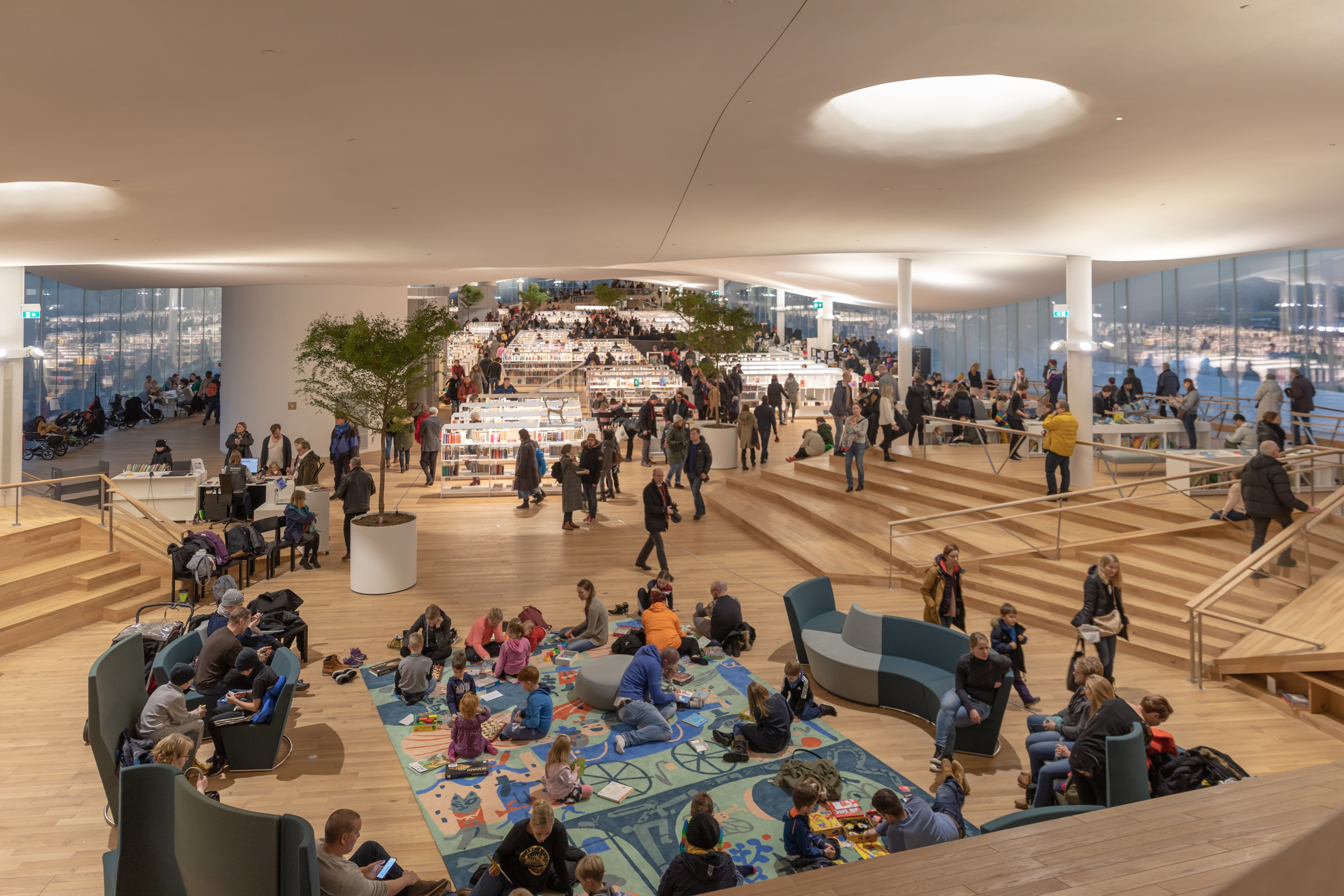
Dritte Etage (2018)

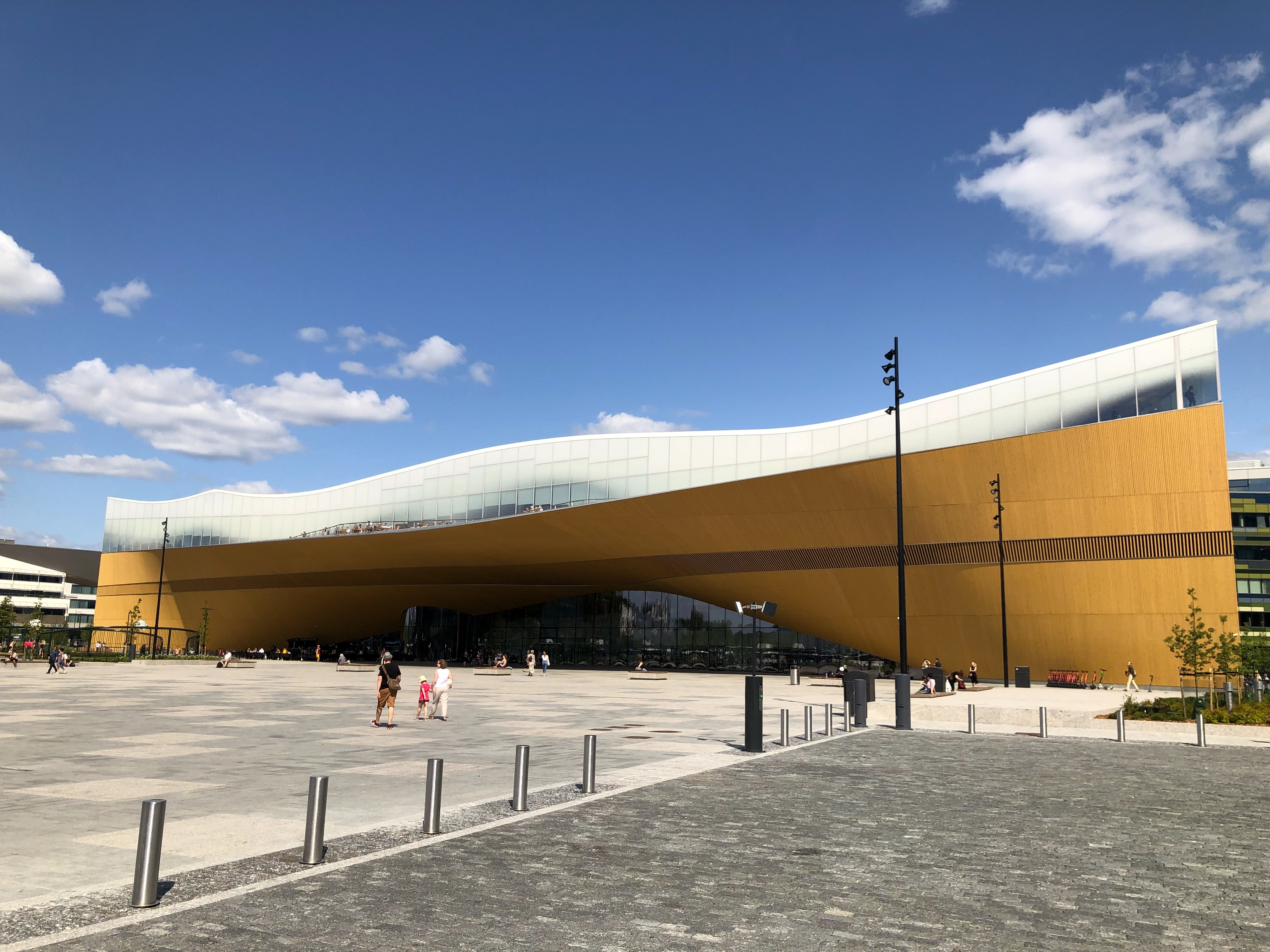
Außenansicht (2019)

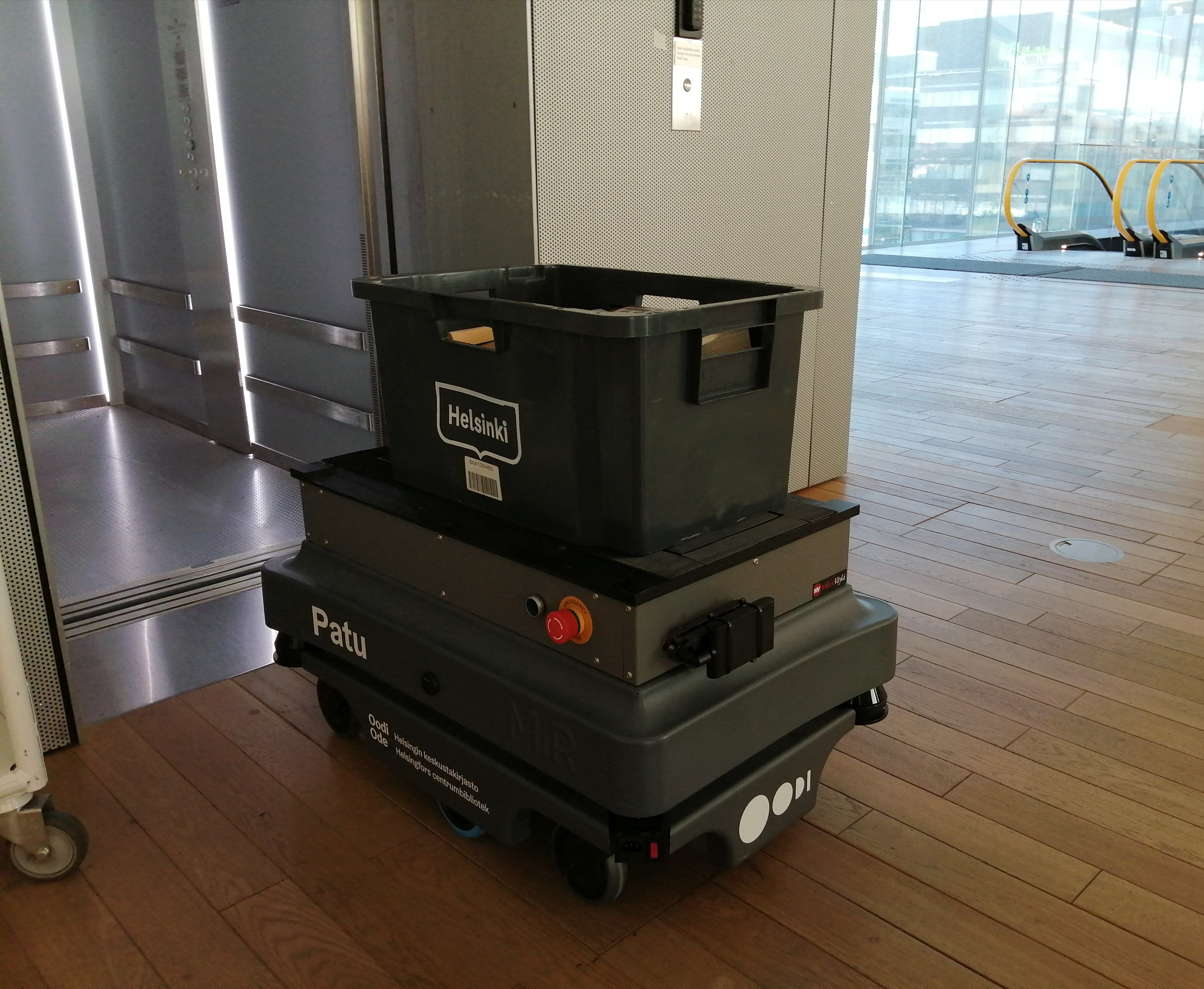
Bücherausliefer-Roboter „Patu“ kommt aus dem Lift (2020)

Oodi oder Ode (deutsch „Ode“, vollständiger Name finnisch Helsingin keskustakirjasto Oodi oder schwedisch Helsingfors centrumbibliotek Ode) ist die zentrale öffentliche Bibliothek in Helsinki.
Die Bibliothek wurde im Dezember 2018 eröffnet. Sie befindet sich in unmittelbarer Nachbarschaft des Hauptbahnhofs, des finnischen Parlaments und Alvar Aaltos Finlandia-Halle.
Neben dem Bücherverleih gibt es in der Bibliothek auch öffentliche Arbeits- und Veranstaltungsräume und Tonstudios, ein Kino und eine öffentliche Küche.